# Stanisław Malik (szopkarz)
Stanisław Malik (ur. 22 września 1956 w Krakowie) – krakowski szopkarz i fotografik. Pracownik Akademii Górniczo-Hutniczej. 
Szopki wykonuje od 18. roku życia. Jest przedstawicielem trzeciego pokolenia szopkarskiej rodziny Malików. Pierwszy był dziadek Walenty, który szopkarstwem trudnił się już przed I wojną światową. Tworzył szopki w tzw. stylu ezenekierowskim. Były to wielokondygnacyjne, trójwieżowe, wielobarwne, malowane budowle z wyróżnionym miejscem na Boże Narodzenie oraz sceną, służącą do jasełkowych przedstawień kukiełkowych, które odbywały się w domach prywatnych lub salach przykościelnych. Włodzimierz Malik (ojciec Stanisława) kontynuował tradycję zarówno robienia szopek, jak i wystawiania przedstawień jasełkowych, które odbywały się jeszcze na początku lat 70. Szopki Stanisława Malika, utrzymane w „linii” rodzinnej, trójwieżowe (2 wieże skrajne są stylizacją wyższej wieży kościoła Mariackiego, a środkowa kopuły z Kaplicy Zygmuntowskiej na Wawelu), kolorystyką nawiązują do krakowskiego stroju ludowego, z dominującymi: czerwienią, szafirem, zielenią i złotem. Mają rzeźbione w drewnie i polichromowane figurki postaci jasełkowych i aniołów. W centralnym miejscu szopek Stanisława Malika znajduje się „gwiazda baalamowa”, swoiste „signum” szopek pochodzących z rodziny Malików.
Stanisław Malik od 1978 roku bierze udział w dorocznym konkursie szopek krakowskich, zdobywając liczne nagrody i wyróżnienia (siedmiokrotnie pierwszą, dwanaście razy drugą, dziesięciokrotnie trzecią i dziewięć wyróżnień). Ponadto w 1983 roku zdobył II nagrodę w ogólnopolskim konkursie „Plastyka obrzędowa w Polsce” zorganizowanym przez Muzeum Etnograficzne w Toruniu. W 1993 roku z okazji 50. jubileuszowego konkursu szopek został odznaczony medalem pamiątkowym za całokształt osiągnięć twórczych. W 1999 roku został wyróżniony nagrodą specjalną im. Zofii i Romana Reinfussów za całokształt pracy artystycznej. W roku 2004 zdobył nagrodę na Wystawie Sztuki Sakralnej w Rzymie. W 2009 roku został wyróżniony za szczególne propagowanie Dzielnicy VII Zwierzyniec w Krakowie. W 2018 został odznaczony jako zasłużony dla Kultury Polskiej. W 2022 otrzymał odznakę Honoris Gratia. W 2025 został odznaczony Złotym Krzyżem Zasługi. 
Szopki Stanisława Malika znajdują się w zbiorach muzealnych (Muzeum Historyczne Miasta Krakowa, Muzea Etnograficzne w Krakowie, Warszawie i Toruniu, Nadwiślański Park Etnograficzny w Chrzanowie, Muzeum Sztuki Ludowej Europy Wschodniej w Marsylii), w kolekcjach prywatnych (w Chicago, Kolonii, Monachium, Brukseli, Rzymie, Sewilli, Mediolanie – kolekcja graficzki polskiego pochodzenia Aliny Kalczyńskiej), zdobią także instytucje (np. Akademia Górniczo-Hutnicza w Krakowie, Ambasada Francuska w Warszawie, Ratusz w Norymberdze, Dom Polski w Budapeszcie czy Uniwersytet Techniczny w Clausthal).